# 小夏ゆみこ
小夏 ゆみこ（こなつ ゆみこ、1961年6月6日 - ）は、日本の女優、声優。

## 来歴・人物
東京都出身。
スターワールド学院、ムーンライト企画（野沢雅子に師事）、アクタープラント（太田実に師事）を経て、プロダクション・タンク所属。
特技はピアノ（7年）、エレクトーン（少々）、新日舞（3年）、唄、着付け、ホットヨガ、家庭料理、普通自動車免許。

## 出演作品

### テレビドラマ
- 三匹のおっさん（岩下文子）

### テレビ番組
- Nプラスワン
- 行列のできる法律相談所
- ザ!世界仰天ニュース
- 笑点
- 新春新親不孝者大賞
- そして僕は生まれた
- たけしの健康エンターテインメント!みんなの家庭の医学
- ためしてガッテン
- 中居正広の金曜日のスマイルたちへ
- 爆報! THE フライデー
- 秘密のケンミンSHOW

### 映画
- 稲妻ルーキー
- 彼女の名前（母）
- クローバー（沙耶の母）
- グレイゾーン（母）
- 時効（母）
- ジュリエットクラブ（マーシャ）
  - ジュリエットクラブ・工藤監督の迷宮撮影日誌（マｰシャ役）
- どこかで誰かが（美登里）

### テレビアニメ
2010年代
- 3月のライオン（2016年、おばあちゃん）
- 夏目友人帳 伍（2016年、スミ）
- 名探偵コナン（2017年、葉山栄子）
- GO!GO!アトム（2019年）

2020年代
- 啄木鳥探偵處（2020年、女将）
- IDOLY PRIDE（2021年、スーパーの客B）
- 史上最強の大魔王、村人Aに転生する（2022年、七文君）
- 咲う アルスノトリア すんっ!（2022年、老女）
- 青のオーケストラ（2023年、オーケストラ団員）
- わたしの幸せな結婚（2025年、ナエ）
- アン・シャーリー（2025年、キャサリン・アンドリュース）

### 吹き替え

#### 映画（吹き替え）
- アグネスと幸せのパズル
- アデライン、100年目の恋（キャシー・ジョーンズ〈キャシー・ベイカー〉）
- オードリー・ヘプバーン（モリー・ハスケル〈本人〉[6]）
- ハーツ・ビート・ラウド たびだちのうた（マリアンヌ〈ブライス・ダナー〉）
- ハンガー・ゲーム0

#### ドラマ
- アガサ・クリスティー ミス・マープル
- キャシーのbig C -いま私にできること-
- キャット 〜私のママは首相〜
- グレイズ・アナトミー 恋の解剖学
- マッドメン
- ミズ・マーベル
- ミディアム 霊能者アリソン・デュボア
- 私と彼とマンハッタン

### VP
- 警察署 協議会教養
- 国税庁
- 東京海上心肺蘇生

### ナレーション
- 千葉テレビインフォマｰシャル
- 千葉テレビ番組ガイド

### ラジオ
- あの頃の、僕らの宇宙へ帰ろう（由美子）
- エフモンのグッジョブ（妙子）

### PV
- girl next door『all my life』「せきずい」

### MC
- 野沢雅子トークショー

### 舞台
- 高速を降りて、国道を2キロ走った、モミの木に囲まれたカフェ（ナレーション、DJ）
- 恋愛研究所（真希子）
- 朗読劇 小暮病院24時（小夜子）